# Ruf CTR3
La Ruf CTR3 est une automobile sportive construite par la compagnie allemande Ruf. Elle est présentée à l'occasion de l'inauguration de l'usine Ruf en avril 2007, à proximité du circuit international de Sakhir, à Bahreïn. La dernière création de Aloïs Ruf Junior arrive exactement vingt ans après la CTR « Yellow bird ».

## Technique
La CTR3 s'inspire du design de la Porsche 911 (997) GT3 RS et en reprend la plateforme. Les suspensions arrière et avant sont également reprises mais modifiées pour plus de fermeté. La CTR3 est aussi longue que la GT3 RS, aussi large que la GT2 RS et d'une hauteur proche de la Porsche Carrera GT. Néanmoins, son empattement est de 27 cm plus long que celui d'une 911 standard.
Le poids de la CTR3 est limité à 1,4 tonne, grâce à une structure composite associée à des éléments en acier, aluminium et carbone-kevlar, soit 200 kg de moins qu'une Porsche 911 Turbo. Propulsée par un moteur flat-six biturbo 3,8 litres de 700 ch atteints au régime de 7 600 tr/min, la CTR3 est capable d'accélérer de 0 à 100 km/h en 3,0 secondes et d'atteindre une vitesse de 375 km/h.
En juillet 2011, la CTR3 a subi une modification pour passer de 700 à 777 ch, puissance permettant d'atteindre une vitesse de 380 km/h. Cette version affiche le 0 à 200 km/h en 9,6 secondes.

## Galerie

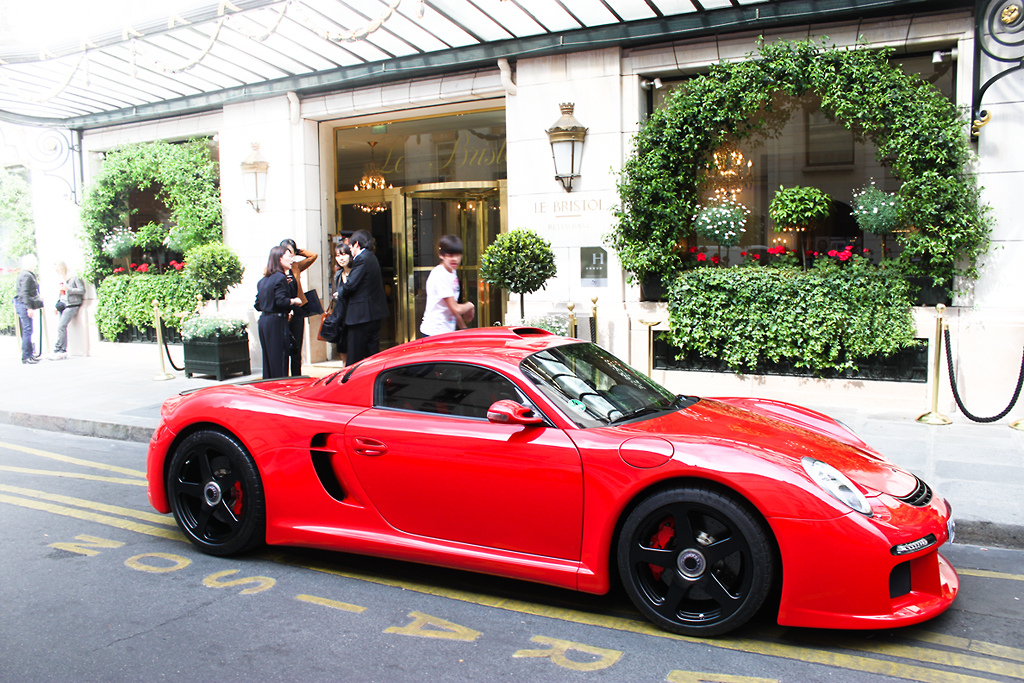
Une CTR3 à Paris en 2011.
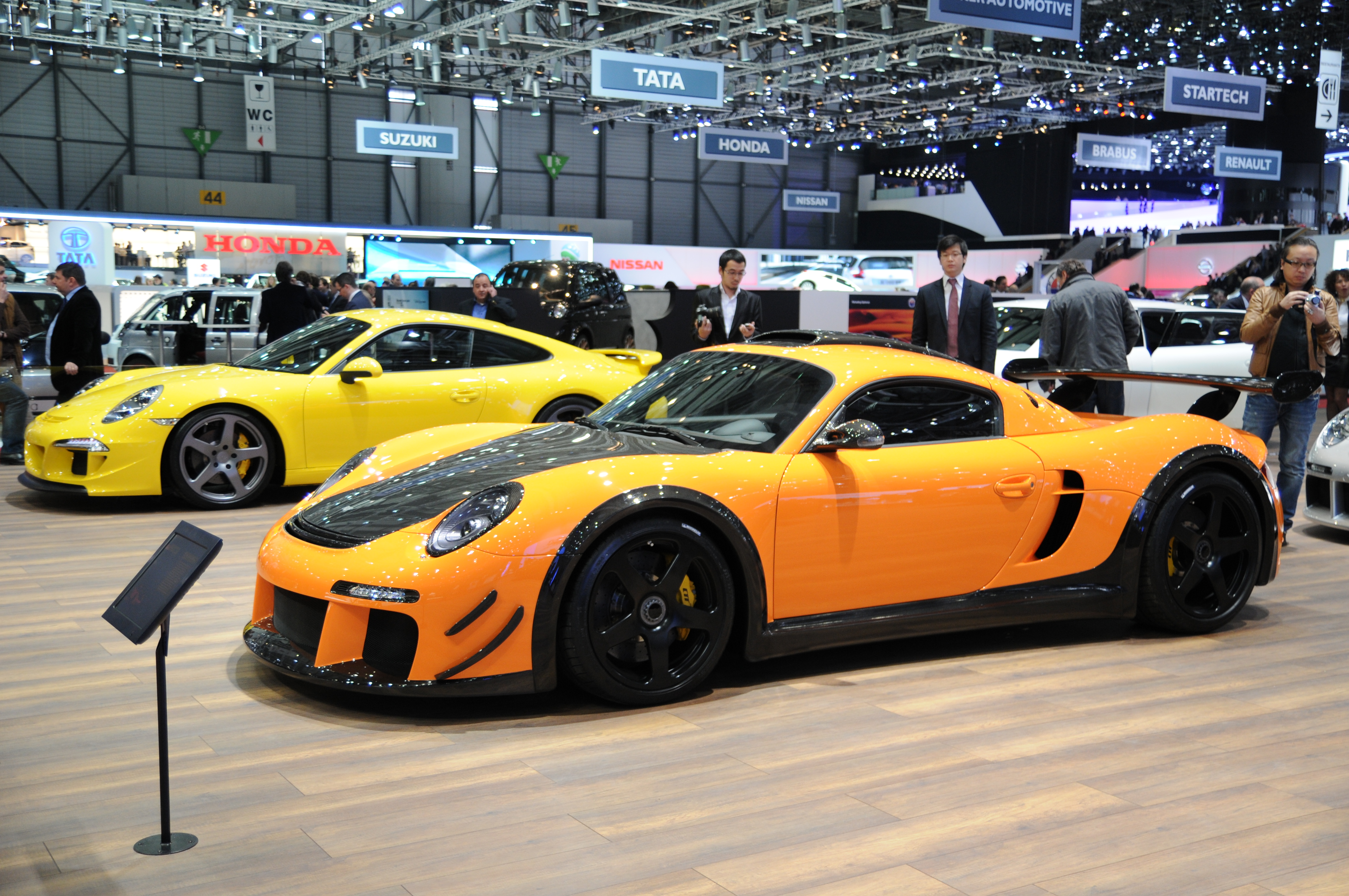
Une CTR3 au salon de Genève 2012.
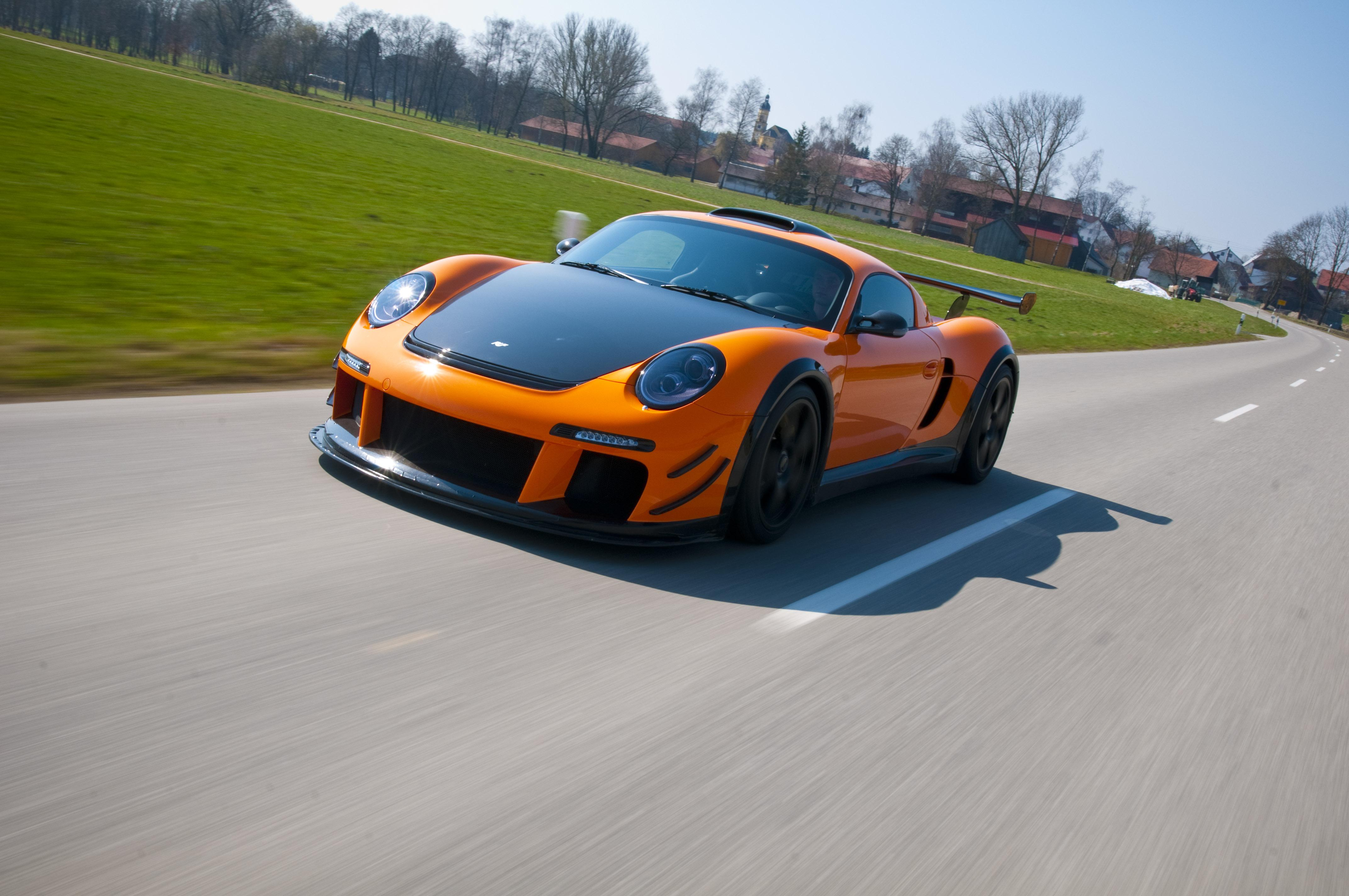
CTR3 ClubSport.